# Kendó
Kendó (japonsky 剣道, anglicky Kendō, cesta meče), je japonské umění boje s mečem. Kendó vzniklo syntézou z několika starých škol boje s mečem kendžucu postupně během konce 19. a začátku 20. století.
Cvičení kendó se dělí do dvou oblastí – šinaj kendó, tedy plnokontaktní cvičení s cvičným mečem šinajem a ochrannou výstrojí bógu, a kendó kata, tedy nácvik boje pomocí předem daných sestav pohybů za použití pravých nebo dřevěných mečů. V kendó se také pořádají zápasy, jap. šiai.

## Cíl kendó a smysl jeho cvičení
Cílem kendó je formovaní lidského charakteru prostřednictvím aplikace principů katana (japonského meče)

Cílem kendó je 

Formovat mysl a tělo,

zušlechťovat silného ducha 

a správným a přesným cvičením

usilovat o zdokonalení se v umění kendó,

ctít lidskou laskavost a čest,

stýkat se s ostatními s upřímností a

vždy usilovat o zušlechtění sebe sama.

Takto bude člověk schopen

milovat svou zemi a společnost,

přispět k rozvoji kultury a

napomoci míru a štěstí mezi všemi lidmi
Koncept a cíle Kendó, Celojaponská federace Kendó, 1975
Moderní kendó vznikalo koncem 19. a začátkem 20. století syntézou a standardizací z několika starých škol. Dnešní kendó používá dvou výcvikových metod – cvičení kata, za použití dřevěných mečů bokkenů nebo pravých mečů, tak i kontaktní cvičení (šinaj kendó) s bambusovým šinajem a ochrannou výstrojí. Obě tyto metody mají své kořeny ve starých školách (kendžucu), ze kterých kendó vychází.
Dnešní kendó obsahuje spoustu technik seků a bodů, postojů, různé druhy práce nohou a různé útočné techniky a obranné protitechniky a další věci. Pracuje se vzdáleností, načasováním a se spoustou dalších konceptů a metod, které si praktikanti kendó postupně osvojují a pomocí různých druhů cvičení je dále zlepšují a zdokonalují. Osnova výcviku je komplexní a adept se v ní postupně posouvá od základních prvků k pokročilejším, trénink těla je provázán s mentálním tréninkem.
Kendó je nejen bojové umění, je to též součást tradiční kultury s historickými kořeny. Součástí výcviku jsou tedy i prvky ohledně morálky, filosofie a etikety.
Cílem dnešního kendó je především výchova člověka a cvičení jeho těla i mysli. Trénink kendó je dlouhodobý a trvá celý život. Kendó harmonicky rozvíjí člověka jak po fyzické tak především po mentální stránce v duchu filosofie budó (武道). Staré japonské přísloví praví: „Chceš-li býti dobrým šermířem, musíš být dobrým člověkem.“ V tomto moudru je obsažen samotný důvod, proč v dnešní době, kdy k používání mečů není žádný praktický důvod, cvičíme kendó.

## Trénink kendó

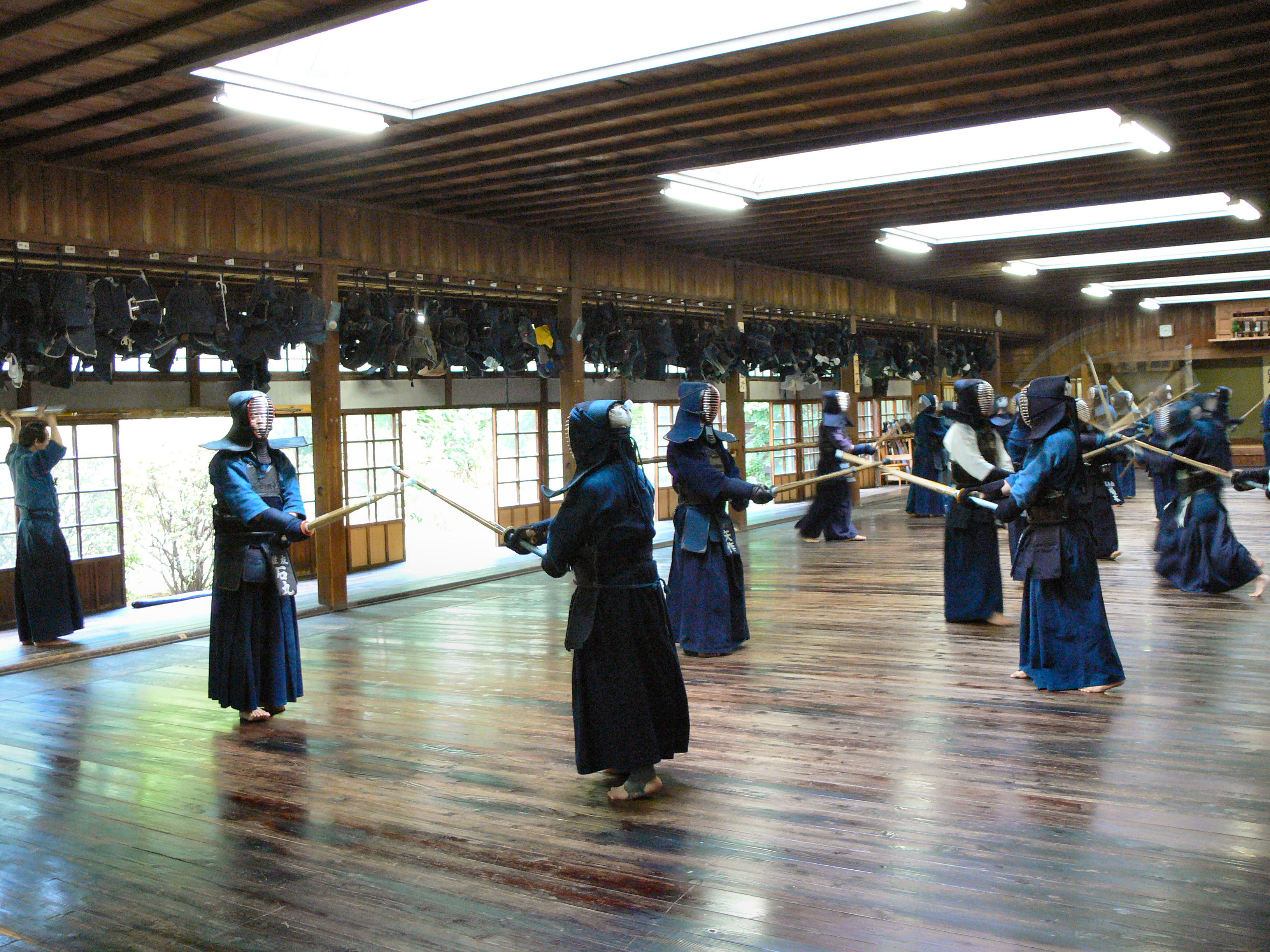
Výuka kendó v Noma dódžó v Tokiu

Obvyklý trénink obsahuje kendó kata a plnokontaktní cvičení šinaj kendó.
Šinaj kendó, tedy cvičení se šinajem a s pomocí ochranné výstroje zabírá ve výcviku většinu času. Obsahuje především:
- cvičení postojů, práci nohou/přesunů, suburi (nekontaktní nacvičování seků bez reálného soupeře), nácvik základních seků a bodů – souhrnně nazýváno kihon
- různé tréninkové plnokontaktní drily jako sekvence útoků a technik (kirikaeši, učikomigeiko, kakarigeiko a další)
- cvičení útočných technik a obranných protitechnik (šikake-waza a ódži-waza)
- volný cvičný zápas (džigeiko)
- šiai (turnaje, soutěže)
- další prvky a různá speciální cvičení

Kendó kata obnáší cvičení bojových sestav, tedy souboje dvojice kendistů podle daného scénáře, bez použití chráničů s dřevěnými meči bokutó nebo někdy též pravými kovovými meči.

## Historie kendó

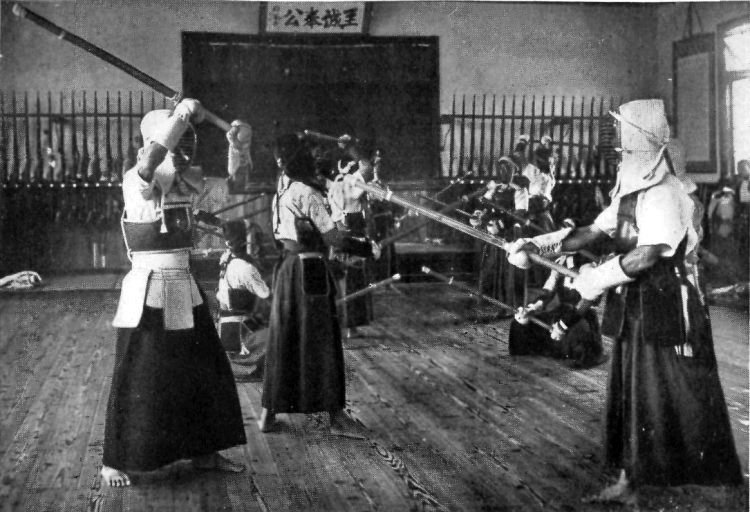
Trénink kendó ve dvacátých letech 20. století na zemědělské škole v Japonsku

Jeho počátky sahají do 12. století, kdy v Japonsku vznikla kasta bojovníků – samurajů. Umění boje s mečem pro samuraje bylo privilegiem, ctností i podmínkou k přežití. Boj s mečem se nazýval kendžucu (doslova „umění meče“). Škol kendžucu – Rjúha (流派) – bylo několik set, mnohé se zachovaly do dnešní doby a stále pokračují ve výcviku. Hlavní metodou výuky těchto škol byly kata (形), tedy simulované souboje, ať již v podobě pro jednoho člověka proti imaginárním soupeřům, nebo spíše častěji pro dva praktikanty bojující spolu proti sobě (v této formě se cvičí i kata v kendó).
Samurajové cvičili umění meče od raného dětství po celý svůj život, u tehdejších mistrů se snažili dosáhnout dokonalosti své techniky. Samurajové cvičili pomocí dřevěných nebo skutečných mečů, ale při cvičení s partnerem byl takový trénink nebezpečný a umožňoval vedení seku, nebo bodu pouze bezkontaktně nebo jen s lehkým kontaktem. Od zhruba 18. století, kdy po skončení období válek, panovalo období relativního míru a ubylo soubojů na meče. Někteří mistři té doby se domnívali, že samotné cvičení kata již nestačí a výcvik začíná ztrácet na realismu. Zavedli proto nový prvek do výcviku – ochrannou výstroj bógu (防具) a bambusový meč šinai (竹刀). Takto bylo možné provádět výcvik a simulovat souboj se skutečnými zbraněmi bez rizika zranění – umožnili a zavedli tak plnokontaktní trénink a volný „sparring“. Tento styl výcviku doplnil cvičení kata a postupně se rozšířil a do svých osnov jej postupně přijalo velké množství Rjúha. V polovině 19. století se zdokonalila výzbroj a výstroj do současné podoby.
Po svržení šógunátu a přechodu na moderní společnost dochází k úpadku a poklesu zájmu o staré školy. Vznikla potřeba vytvořit nové standardní bojové umění meče, které by se vyučovalo na základních a středních školách (a potažmo i v celé veřejnosti) a přispívalo tak k fyzickému i duševním rozvoji dětí i dospělých. Komise mistrů ze starých škol tak sjednotila různé styly a školy a v letech 1910 – 1912 vytvořila standardizované bojové umění kendó, které se ve společnosti brzy stalo velmi populární. Veřejnost a později i celý svět tak mohl čerpat z duchovního odkazu dávných samurajů.
Po druhé světové válce bylo poražené Japonsko pod správou spojenců, kteří zakázali cvičit bojová umění, neboť ta byla militaristickým režimem využívána k podněcování nacionalismu. Kendó tak bylo zakázáno provozovat. Místo něj byla na čas zavedena „sportifikovaná“ a v očích spojenecké administrativy „politicky přijatelná“ verze šinaj-kjógi, což byl jakýsi mix kendó a evropského sportovního šermu. V roce 1952 však byla ustanovena Celojaponská federace kendó (Zen Nihon Kendó Remnei) a kendó bylo obnoveno. Spojence se podařilo přesvědčit, že kendó již není hrozbou pro společnost a naopak může být pro ni přínosem. Kendó bylo znovu zavedeno do škol a stalo se v Japonsku nejrozšířenějším bojovým uměním (spolu s džúdó a sumó).
V České republice se kendó cvičí od roku 1986.

## Vybavení
V kendó se používá především cvičný bambusový meč šinai, který je složený ze 4 lamel pospojovaných koženými součástkami. Spolu se šinajem se používá ochranná výstroj bógu – sestává z přilby men, rukavic kote, chrániče trupu dó a chrániče boků tare. Na cvičení kata se používá též dřevěný meč bokken (bokutó) nebo skutečný kovový meč (obvykle s tupým ostřím – habiki). Kendisté jsou oblečení v kabátku keiko-gi a širokých kalhotách hakama nejčastěji tmavomodré barvy (indigo), někdy též bílé nebo černé.

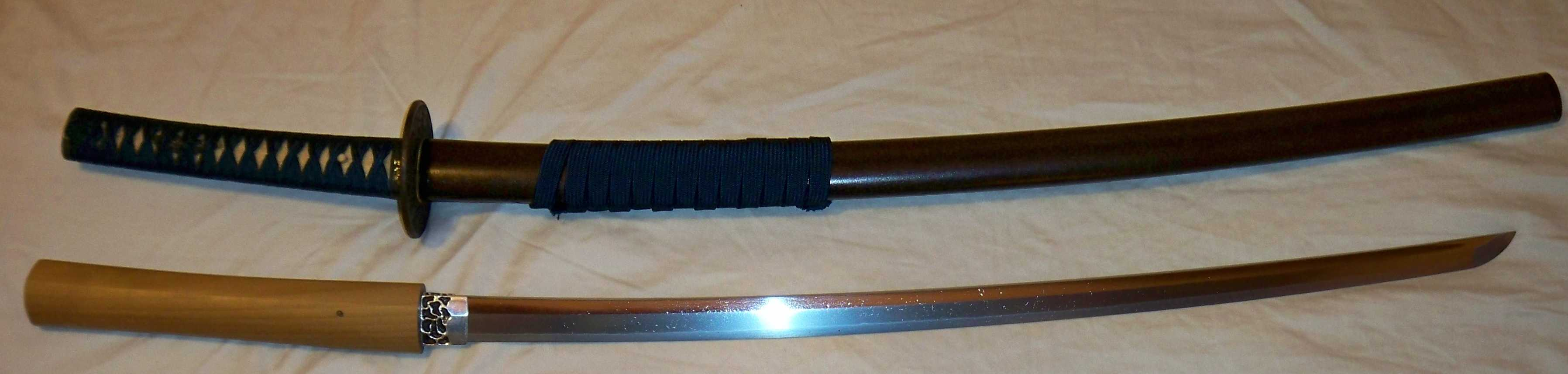
Japonský meč – katana
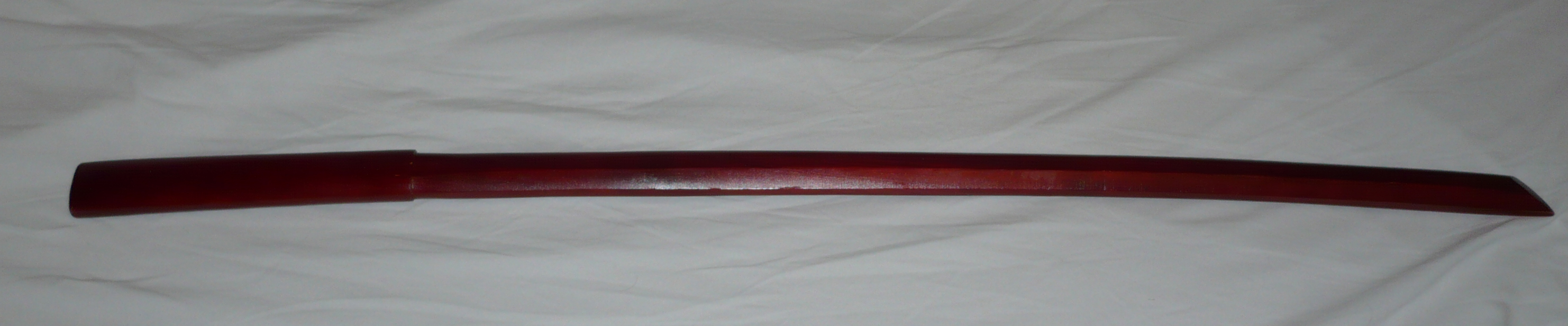
Bokken / bokutó – dřevěný meč
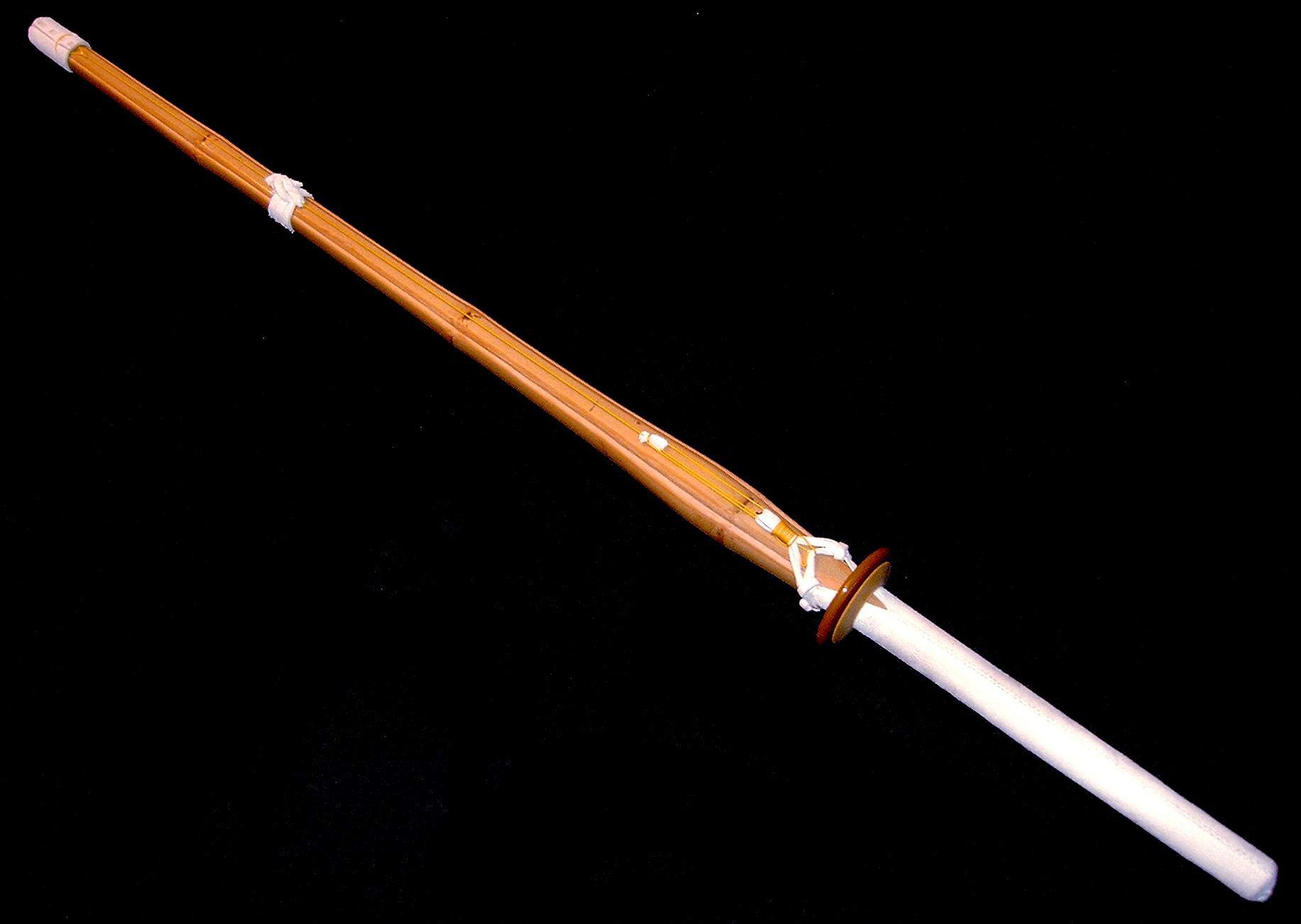
Šinaj – bambusový meč
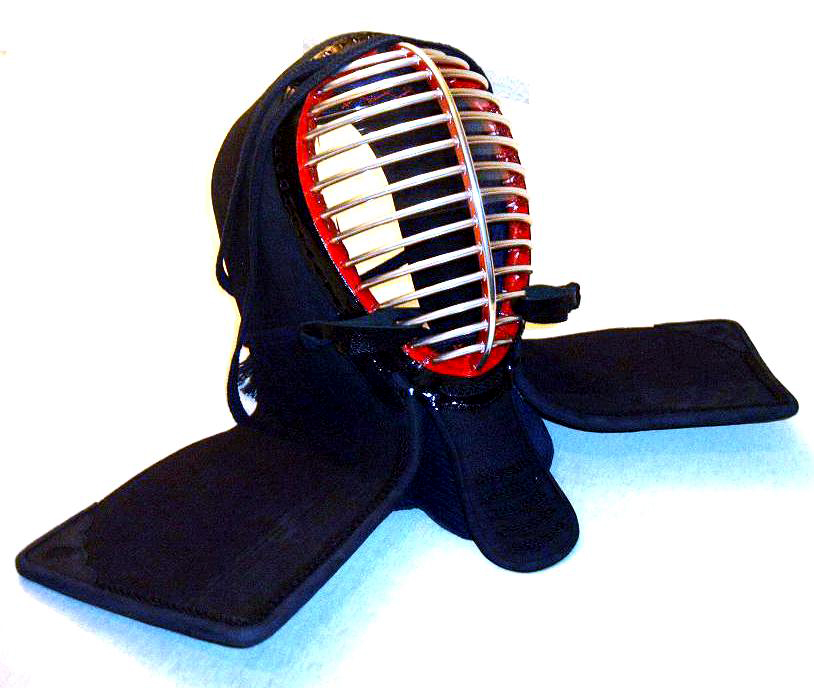
Men – chránič hlavy
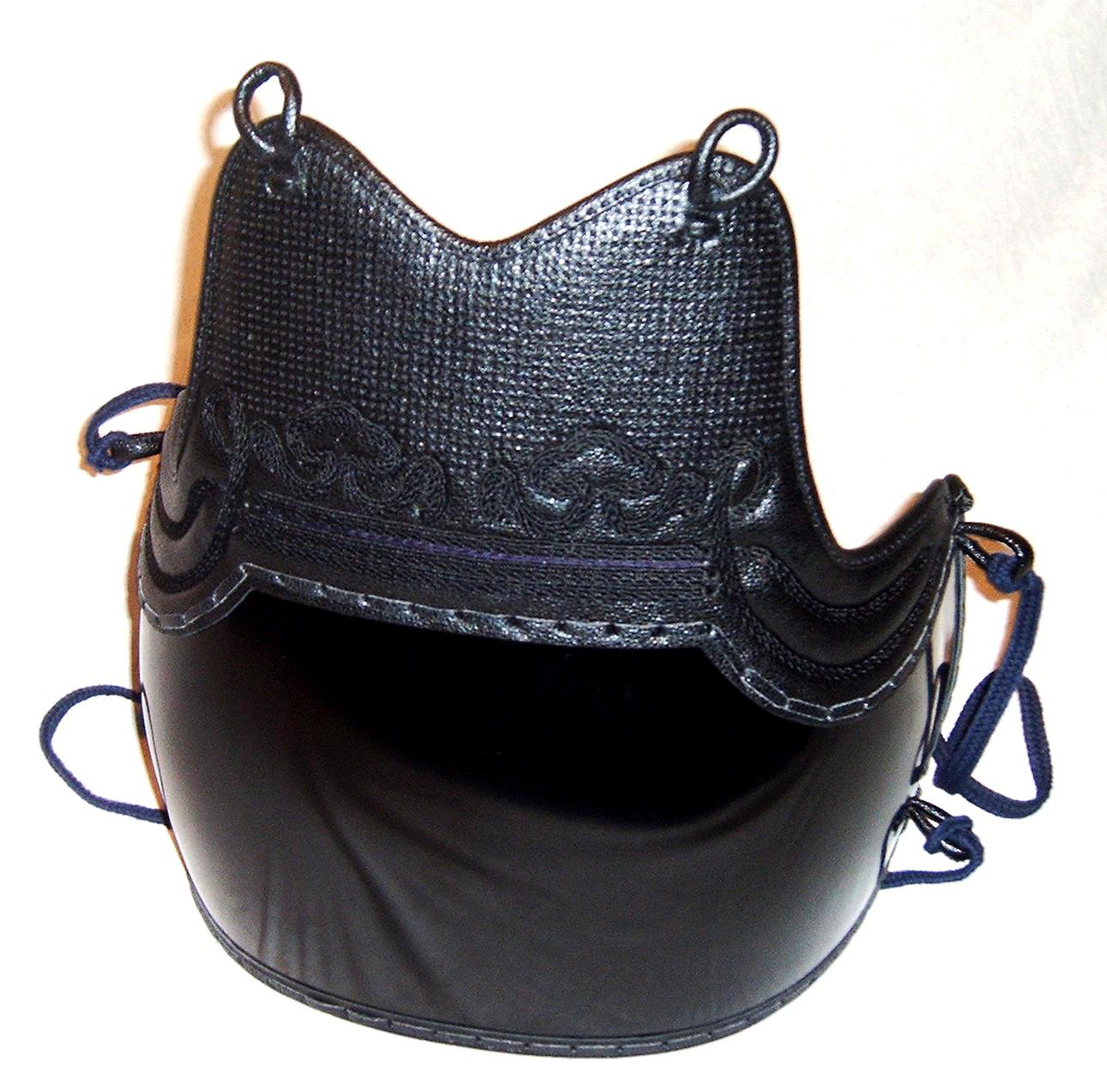
Dó – chránič trupu
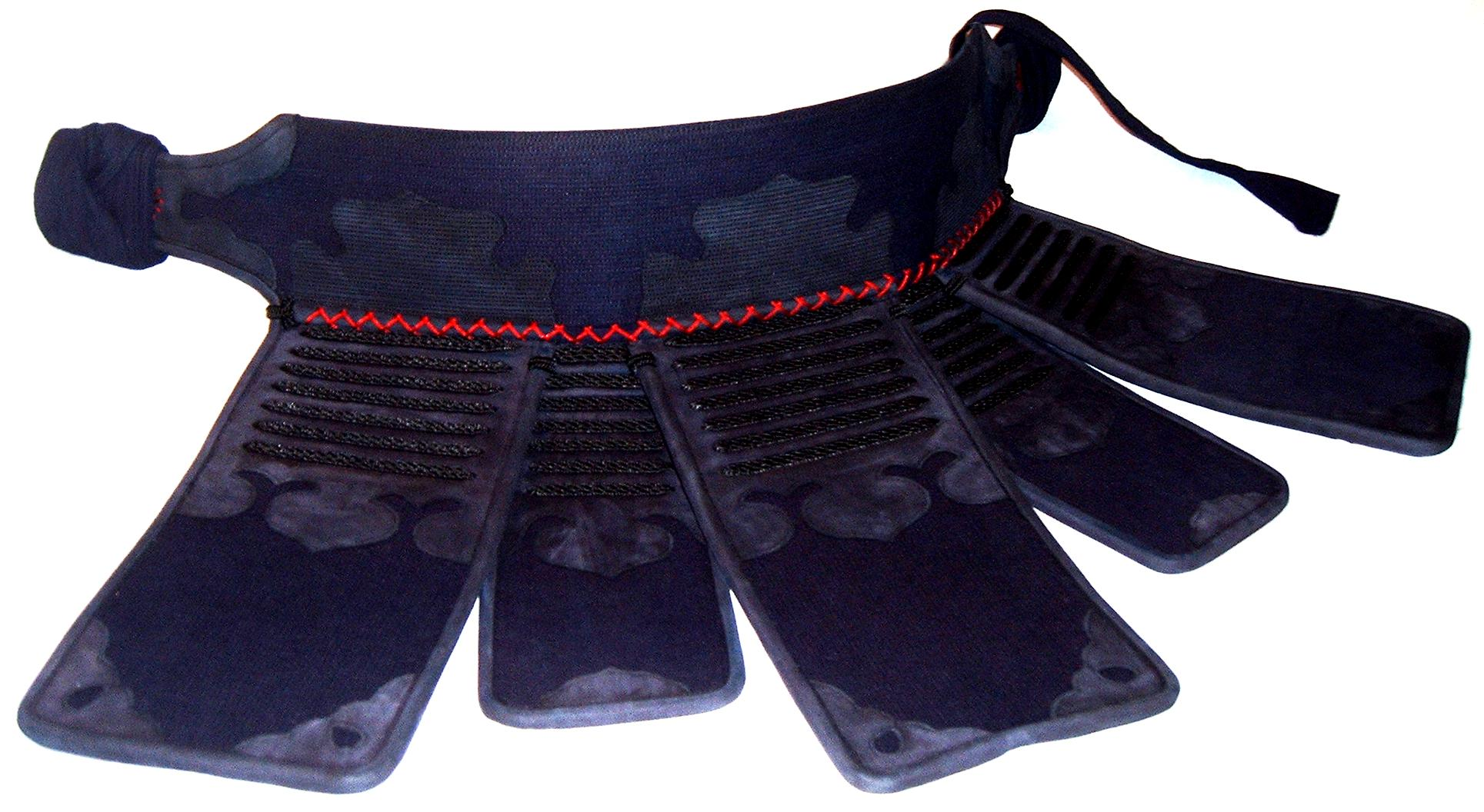
Tare – chránič boků
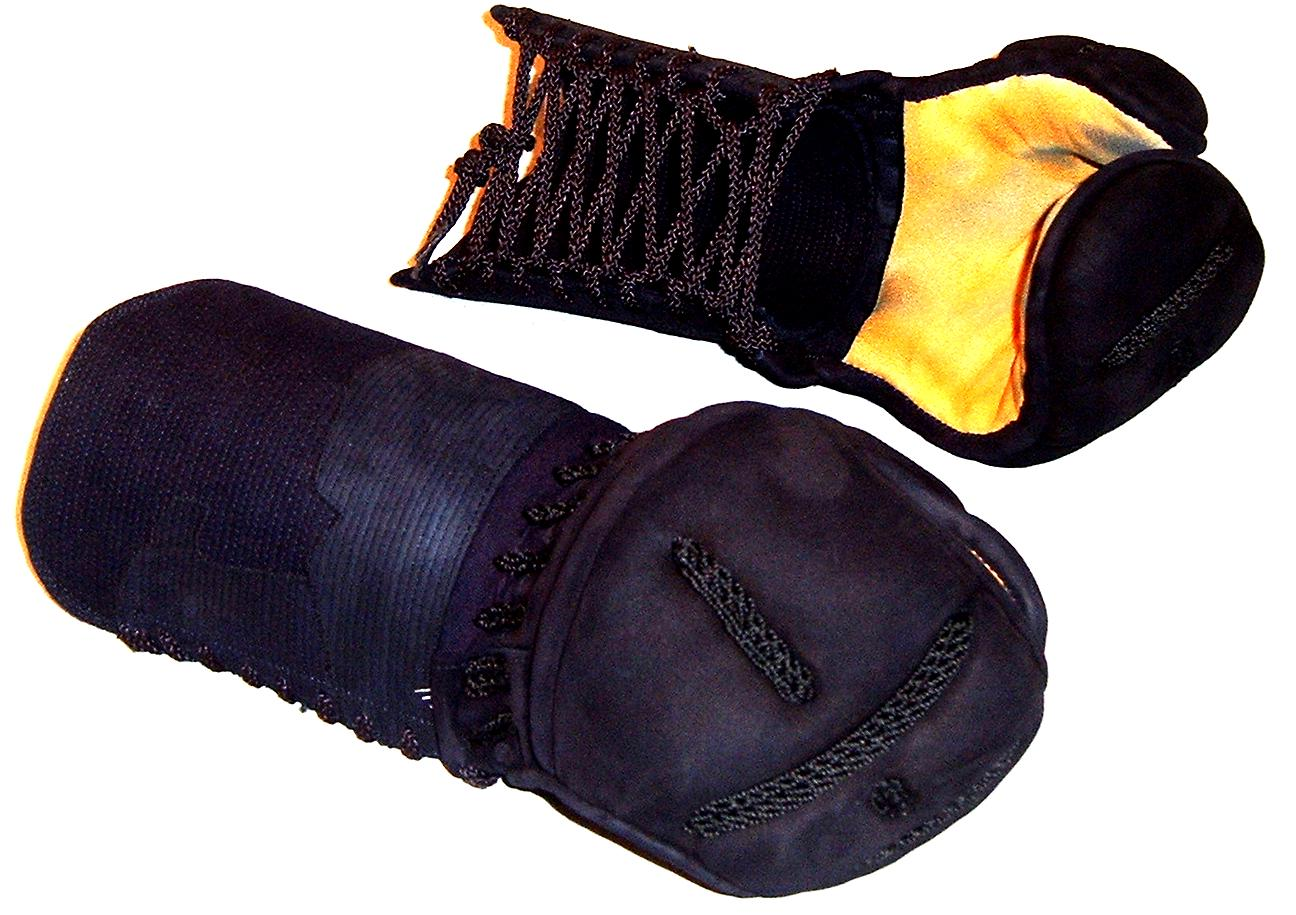
Kote – chrániče rukou a předloktí
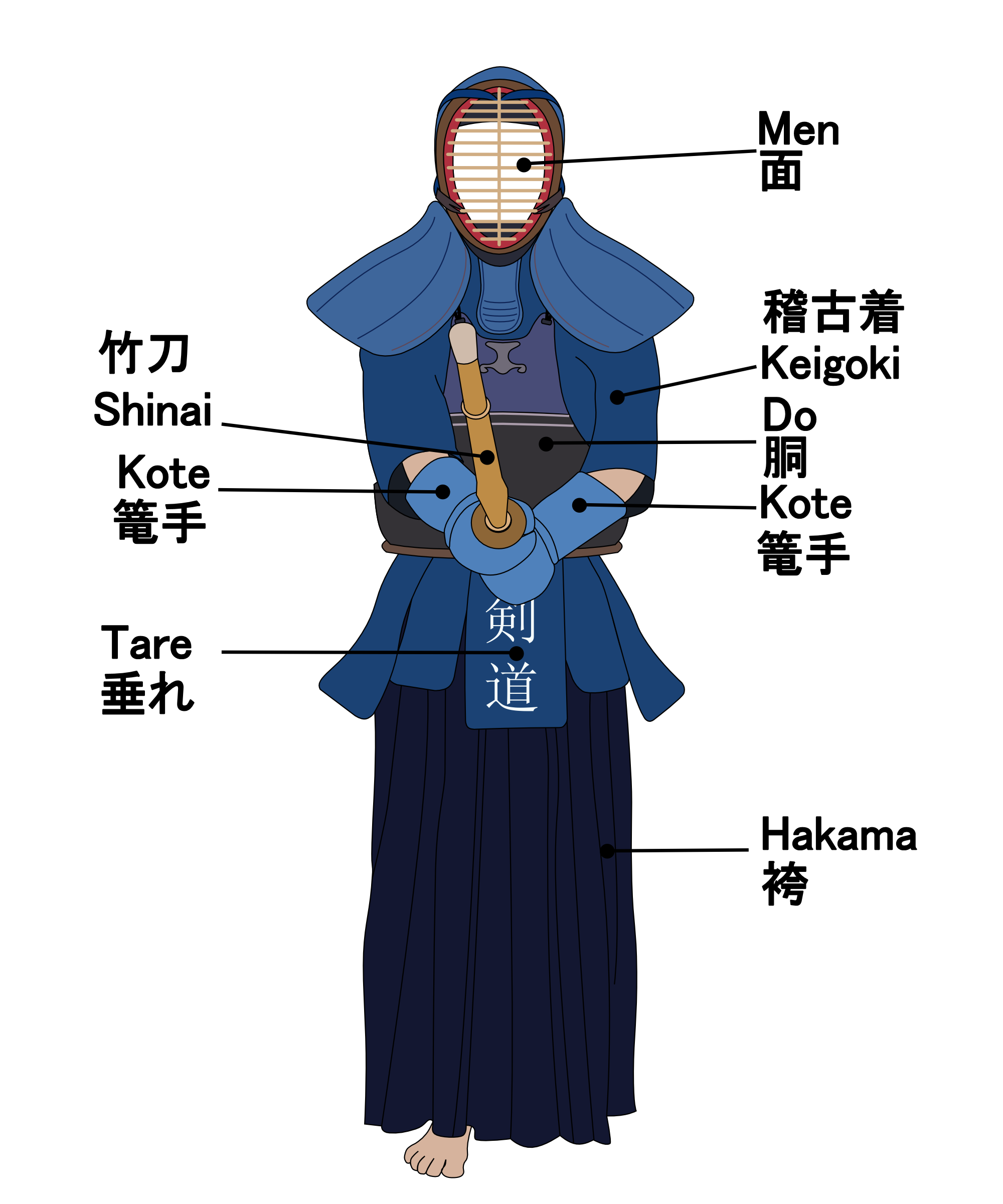
Výzbroj a výstroj

## Zápas kendó
Zápas v kendó se nazývá šiai nebo také jigeiko. Šiai probíhá v zápasišti šiai-džó, což je vymezený čtverec (může být i obdélník) o hraně 9 – 11 metrů s vyznačeným středem a hranami. Bojovníci se snaží seknutím nebo bodnutím správnou formou zasáhnout soupeře a získat tak bod – ippon. Vítězí ten, kterému se podaří získat dva ippony, nebo po vypršení časového limitu vede o jeden ippon („1:0“).
Zápas řídí tři rozhodčí, hlavní šúšin a dva fukušinové. Rozhodčí především dohlíží na správný průběh a dodržování pravidel, udělují napomenutí a uznávají platné zásahy a udělují ippony. Rozhodčí spolu komunikují pomocí signálů praporky (šimpan-ki, červený a bílý). Aby byl zásah v kendó uznán jako platný, musí být proveden na platné zásahové místo –
- men (hlava) – platná plocha pro zásah je celá horní část hlavy zhruba od spánku ke spánku
- kote (předloktí)
- dó (trup)
- tsuki (bodnutí na hrdlo/hrudník)

Pouhý zásah však nestačí. Aby byl platný (júkó-datocu), musí být proveden dostatečnou silou, doprovázen kiai (nasazením, bojovým duchem), správným postojem (stabilním, pevným viz ki-ken-tai-iči), použitím poslední třetiny čepele šinaje (monouči) s korektní orientací ostří a zanšinem, což je stav ostražitosti, především v okamžiku bezprostředně po provedeném zásahu, kontrolování soupeře i po zásahu. Platný zásah musí uznat nejméně dva ze tří rozhodčích. Rozhodčí zde mají roli učitelů, uznáváním dobrých zásahů a neuznáváním těch špatných kendisty vychovávají ke korektnímu přístupu ke kendó a k dobré technice.
Existuje několik formátů turnajů, pořádají se turnaje otevřené, někdy též v oddělených kategoriích pro různé věkové skupiny, stupně, oddělené kategorie pro muže a ženy. Jsou i turnaje pro družstva (dantai šiai).
Je důležité říci, že zápasy a turnaje jsou nástrojem výcviku v kendó, ne jeho cílem, a počty vyhraných zápasů nejsou pravým měřítkem úspěšnosti v kendó. Mají svou důležitou funkci jako součást studijního procesu spolu s dalšími formami cvičení kendó.

## Stupně v kendó
Začátkem dvacátého století se v kendó začaly používat stupně. Označují jak technickou, tak i duševní vyspělost v kendó. Rozlišujeme učňovské stupně kjú – 級 a na ně navazující mistrovské stupně dan – 段. Tyto stupně nejsou nijak viditelně označené, jako je tomu např. u barevných pásků v džudó.
Postup je od šestého do prvního kjú a následně od prvního do osmého danu.
Zkoušky na kjú se obvykle skládají z předvedení základních prvků jako jsou postoje, práce nohou a seky. Na vyšší kjú též útočné a obranné techniky, šiai (zápas) a kendó kata. To vše hodnotí příslušná komise, složená podle pravidel ze zkušebních komisařů.
Zkoušky na dan se řídí pravidly Mezinárodní federace Kendó. Udělují se stupně od prvního do osmého danu. Obvykle trvá 2 až 5 let cvičení před dosažením prvního danu. Zkoušky na dan sestávají ze zápasu a kendó kata před zkouškovou komisí. U nižších stupňů též z písemného testu a u vyšších se píše esej na dané téma.
Navzdory obecnému přesvědčení první dan neznamená žádnou „mistrovskou úroveň“, jde spíše o něco jako přijatelné zvládnutí vstupní úrovně, „oficiálního začátečníka“. Instruktor vedoucí své žáky by měl mít nejméně alespoň 3. dan, ale opravdová učitelská úroveň je obvykle brána od 6. danu výše.
Kromě stupňů kjú a dan se používají též tituly šógó – 称号 pro učitele (instruktorské stupně). I na ně se skládají náročné zkoušky. Tyto tituly jsou
- Renši (錬士)
- Kjóši (教士)
- Hanši (範士)

Před zkouškou na renši je třeba získat minimálně 6. dan.

## Kendó kata

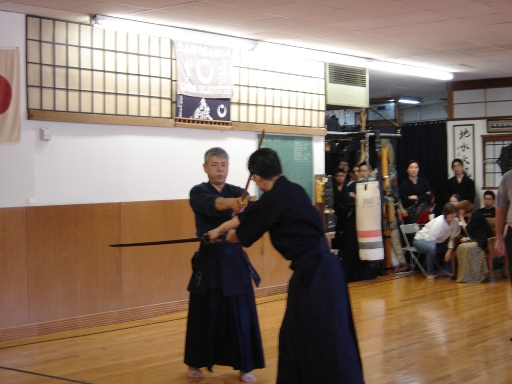
Nihon Kendo Kata

Nihon (Nippon) kendó kata – 日本剣道形  je cvičení ve dvojicích, kde každý pohyb je předem daný. Kata je původní starý způsob cvičení boje s mečem, tradice tohoto druhu cvičení v Japonsku předcházela kontaktnímu cvičení s tréninkovými zbraněmi a ochrannou výstrojí. Je to simulovaný souboj, ve kterém jeden útočí – učidači (打太刀), majíce roli učitele, a druhý se brání pomocí techniky a vítězí – šidači (仕太刀), majíce roli žáka. Kata se cvičí za použití dřevěných mečů bokutó (木刀) případně s pravými kovovými meči obvykle s tupým ostřím (habiki 刃引). Tato kata vznikla začátkem 20. století a mají kořeny ve starých školách (kórjú).
Kata doplňuje cvičení se šinajem, kde je použití v některých případech odlišné než u skutečného meče. Pomocí katy bychom si měli uvědomit samotné základní principy boje s mečem a implementovat je do cvičení se šinajem. Mohli bychom také říct, že kata propojují šinaj kendó s technikou skutečného meče.
V kendó je 7 kat s technikami boje s dlouhými meči (tači no kata) a 3 katy s dlouhým mečem proti krátkému meči (kodači no kata).
Od roku 2002 existuje nová sada kat, která se nazývá Bokutó ni joru kendó kihon waza keikó hó (木刀による剣道基本技稽古法 – aplikace základních technik kendó s bokutó), obsahuje 9 sestav se základními a vícenásobnými útoky a s útočnými a obrannými technikami. Tyto techniky jsou snadno přenositelné do cvičení se šinajem a s bógu a zpět i pro úplného začátečníka.

## Základní principy kendó

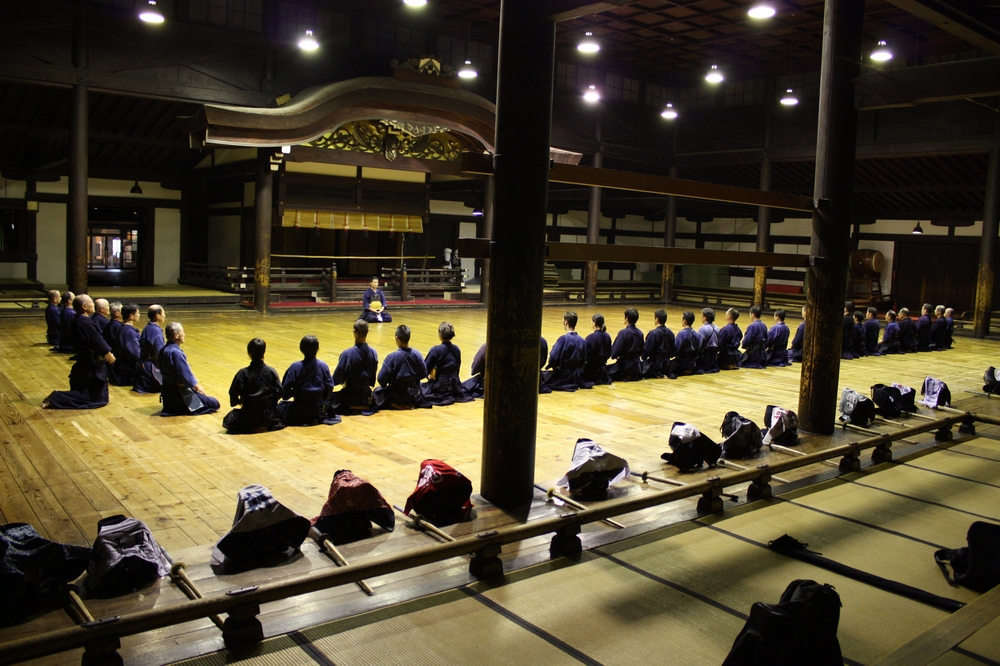
Trénink Kendó v Kyu-Butokuden, Kjóto 2009

### Rei
Kendó začíná a končí rei. Rei znamená pozdrav, v širším významu respekt a úcta (reisecu). V kendó se dodržuje jistá etiketa. Tato pravidla chování se snažíme dodržovat. Respektujeme svého učitele, ostatní při cvičení v dódžó a svého soupeře při zápase. Reisecu (slušnost, respekt, úcta) by mělo být aplikováno i v běžném životě mimo dódžó.
Součástí etikety v kendó jsou korektní vztahy mezi staršími v dódžó (senpai 先輩 ) a mladšími (kóhai 後輩) – senpaiové by měli jít příkladem svým kóhaiům, kteří by zase měli respektovat jejich vedení – a také respekt vůči učiteli (sensei 先生).

### Kiai (気合) a kontrola dýchání
Kiai v širším slova smyslu znamená sjednocená energie, nebo také může označovat ki (energii) dvou bojovníků ve vzájemném střetu. Kiai také znamená výkřik, jako projev bojového ducha (odvahy, nasazení, odhodlání) v kendó. Pomocí kiai se snažíme zkoncentrovat a zmobilizovat veškerou vnitřní energii při zápase a prostřednictvím kiai generujeme sílu k útoku, aby byl maximálně efektivní.
Bojovník se nesmí nechat dostat pod vliv soupeřova kiai (nechat se zastrašit, vyvést z mentální rovnováhy). Pokud bude vaše kiai silné, bude mnohem snazší překonat soupeře a zasáhnout jej. Nejde o pouhé pokřikování na soupeře, výkřik je pouze vnější projev kiai. Je třeba zharmonizovat vaši sílu a mysl do úplného souzvuku.
Dýchání a jeho kontrola a provázání s prováděnými akcemi je další důležité téma. V kendó je důležité je dýchání do břicha, bránicí (tzv. kokjú tanden).

### Střed (čúšin – 中心), mušin (無心), fudóšin (不動心) a seme (攻め)
Soupeři v základním postoji mají meče před sebou ve vertikální ose. Tento postoj se nazývá čúdan-no-kamae, 中段の構 střední postoj. Při zápase se bojovník snaží získat pro sebe střed (kontrolu nad středovou linií v určitý moment) pomocí pohybu šinajem nebo tělem. Ten, který nad svým soupeřem získá střed (obecně převahu v postoji, ve střehu), je na půl cesty k úspěšnému zásahu (získá příležitost k zásahu) – kdo střed prohraje, může prohrát celý souboj. Stejný princip platí i pro jiná kamae (postoje).
Seme (攻め) je tlak na soupeře, fyzický pomocí pohybu šinajem a/nebo tělem, kterým se snažíme soupeře rozhodit ze středu a dostat jej do pro nás výhodné pozice k zásahu (vytvoření si suki, otevření). Seme je ale hlavně tlak psychický, vytvoření napětí, zastrašení, se snahou přinutit soupeře k nějakému pohybu nebo akci. K získání zásahu je seme klíčový prvek – pomocí seme získáme převahu nad soupeřovým fyzickým i mentálním střehem můžeme získat suki – otevření a příležitost k zásahu. Vlastní seknutí a zasáhnutí soupeře je pouze důsledkem souboje, který se odehraje před tím.
Mušin (無心) znamená mít „prázdnou mysl“ (oproštěnou od emocí, nesoustředěnou na výhru a prohru). Fudóšin (不動心) je nehybná mysl, nepohnutelná strachem, pochybnostmi nebo překvapením.

### Ki-ken-tai-iči (気剣体-一致)
Doslova znamená energie, meč a tělo v harmonii v jednom okamžiku. Při útoku je potřeba použít všechny prvky – ki (energii, kiai, nasazení), meč (seknutí nebo bodnutí) a tělo (výpad, práce nohou a rukou a zbytku těla). Aby byl útok efektivní, musí být vše v zkoordinováno v harmonii, nic nesmí zaostávat nebo chybět. Ki-ken-tai-iči také znamená spojení těla, mysli a zbraně v jeden celek, tak aby se meč stal částí těla a mysl byla v harmonii s tělem.

### Ma-ai (間合い) a načasování
Ma-ai v kendó znamená vzdálenost mezi soupeři. Základní vzdálenost se nazývá issoku-ittó-no-maai (一速一刀の間合い). V této vzdálenosti jsme na hranici útoku a obrany – dokážeme krokem vpřed zasáhnout soupeře a krokem vzad uniknout jeho útoku. Odhad správné vzdálenosti je v zápase kendó klíčový prvek. Je důležité být daleko od soupeře, ale zároveň si jej udržovat blízko. Budete-li mít špatnou ma-ai, nedokážete správně zasáhnout ani uniknout soupeřovu útoku. Je třeba odhadovat i soupeřovo ma-ai. Kromě issoku-ittó-no-maai existuje též dlouhá vzdálenost tó-ma-ai (tóma 遠間) a krátká čika-ma-ai (čikama 近間) a pozice těsného kontaktu cubazeriai (鍔迫り合い).
Ma-ai též obsahuje načasovaní - to je velmi důležitý prvek při zápase kendó. Vyčkejme na vhodný okamžik provedení útočné nebo obranné akce, proveďme ji v okamžiku kdy bude mít smysl a bude nejefektivnější. Pokud chceme zaútočit, neútočme bezhlavě, hledejme otevření, odkrytí, nebo si jej sami vytvořme. Viz Micu no sen níže. Každý střet a akce musí mít svou logiku a návaznost (riai).

### Miccu no sen (三つの先) – princip tří „sen“
Toto by se asi dalo vyložit jako „tři výhodné pozice k akci“. Nazvěme to tři úrovně načasování (iniciativy).
- Sen sen no sen (先々の先) – zasáhněme soupeře ve chvíli, kdy on sám se rozhodne zaútočit. Jde v podstatě o převzetí iniciativy, o zasáhnutí soupeře kdy se odhodlá k akci a ještě předtím, než má šanci ji provést. Technikou typickou pro sen sen no sen je debana waza. Též nazýváno „kakari no sen“.
- Sen no sen (先の先) nebo též sen (先) – zasáhněme soupeře ve chvíli, kdy jeho útok již započal a právě probíhá. Technika typická pro toto načasování je nuki waza (vyhnutí se probíhajícímu útoku současně s vlastním protiútokem).
- Go no sen (後の先) – odražme soupeřův útok a proveďme svůj vlastní protiútok. Jinými slovy zasáhněme soupeře ve chvíli, kdy jeho útok vrcholí a končí. Technika typická pro toto „sen“ je kaeši-waza (odražení a protisek). Též nazýváno „tai no sen“.

Všechny tři „sen“ obnášejí vlastní aktivitu a tlak na soupeře (seme, viz níže). Budeme-li jen pasivně vyčkávat na to, co soupeř dělá a pak s tím budeme chtít něco dělat, tak to dost pravděpodobně vyústí v to, že žádnou techniku nestihneme provést efektivně a budeme zasaženi. Efektivní přístup je soupeře vmanipulovat do žádoucího stavu, například použít seme v určitém směru, nebo jej k útoku vylákat (sasou).

### Sansacu hó
Sansacu hó jsou tři pravidla, sekvence tří „zabití“:
- Ken o korosu – „zabij“, poraž soupeřův meč – tedy jeho fyzické kamae (postoj) a jeho schopnost použít jej k akci. Odstraň soupeřův meč „z cesty“ k vlastnímu zásahu.
- Waza o korosu – „zabij“ (poraž) soupeřovu techniku – rozruš soupeřovu techniku (třeba ještě předtím, než je fyzicky zahájena), vstup do ní, odraž jí a využij soupeřova momentálního zaneprázdnění k vlastnímu zásahu. Toto obnáší i techniky protiútoků (ódži waza).
- Ki o korosu – „zabij“ (poraž) soupeřovu ki, jeho ducha (mysl). Vystraš soupeře, zaskoč jej, kontroluj jeho ducha. Tato okamžitá mentální převaha vyřadí jeho schopnost bránit se tvému útoku. Poraž soupeřovu mysl (vůli) svou vlastní, poraž soupeře ještě předtím než jej zasáhneš. Řečeno jinak – vyhraj a pak zasáhni.

### Čtyři nemoci v kendó
- Strach – tvoje silná ki, nebo též nasazení, silný bojový duch vyvolá v soupeři strach a sníží jeho schopnost bojovat a klást odpor.
- Pochybnosti – pochybnosti způsobí v soupeři úzkost a ztrátu důvěry ve vlastní schopnosti a možnost úspěšného konce boje.
- Překvapení – provedením akce, kterou soupeř nečeká, nebo jiné akce, než soupeř očekává jej překvapíme, zaskočíme.
- Zmatek – v soupeři vyvolaná ztráta spojení s probíhající návazností akcí (změnou rytmu, taktiky apod.). Vyvedení z mentální rovnováhy.

Stát se silným v kendó (a nejen v kendó) obnáší získat sílu porazit právě tyto 4 nemoci, případně též umět tyto nemoci využít u soupeře.

### Iči-gan ni-soku san-tan ši-riki
Toto přísloví nám říká co je v kendó důležité: napřed oči, pak nohy, pak odvaha a nakonec síla.

### Mecuke
Mecuke je pohled a také oční kontakt – v kendó se díváme soupeři do očí ale sledujeme jej celého a také sledujeme okolí zápasu. Cílem je vidět soupeře jako celek, ale zároveň vnímat i detaily, tak jako bychom sledovali vzdálenou horu, ale zároveň vnímali i jednotlivé stromy, co na ní rostou. V hlubším smyslu znamená mecuke sledovat skrz jeho oči i vnitřek soupeře, jeho mysl a odhalit tak jeho záměry.

### Zanšin (残心)
Zanšin je stav ostražité mysli. V kendó je důležitá maximální koncentrace, která nesmí polevit, neboť takové situace by mohl soupeř využít. V kendó se pojem zanšin používá pro situaci těsně po provedeném výpadu, kdy bojovník musí zůstat ostražitý a být připraven útok opakovat, nebo se bránit soupeřovu protiútoku. Cílem je kontrola soupeře a situace.

### Strategie
Je plně na vás, jakou při zápase kendó zvolíte strategii. Je však důležité nějakou mít, nevrhat se do útoků bezhlavě „padni kam padni“. Čtěte styl soupeře a hledejte jeho slabiny. Snažte se soupeře zmást, nebo vylákat, nebo dostat do pro vás výhodné situace. Nenechte jej odhalit vaše slabiny a vaše záměry.

## Kendó ve světě
Kendó je zastřešeno Mezinárodní federací Kendó (FIK, International Kendo Federation), která sdružuje kendó organizace jednotlivých zemí. FIK také od roku 1970 pořádá každé tři roky Mistrovství světa v kendó. Organizace Evropských zemí jsou sdružené v Evropské federací Kendó (EKF, European Kendo Federation), ta pořádá každý rok Mistrovství Evropy s přestávkou v roce konání Mistrovství světa. V České republice kendó zastřešuje Česká federace Kendó.

## Příbuzná a související japonská bojová umění
- Iaidó
- Džódó
- Naginatadó